# Горам, Энди
Э́ндрю (Э́нди) Лью́ис Го́рам (англ. Andrew "Andi" Lewis Goram; 13 апреля 1964, Бери, Большой Манчестер — 2 июля 2022, Эрдри, Норт-Ланаркшир) — шотландский футболист, тренер. Выступал на позиции вратаря.
Наибольшую известность Горам получил, выступая за шотландский «Рейнджерс», ворота которого он защищал семь лет, проведя в общей сложности 260 матчей. В 2001 году болельщики глазговского клуба признали Энди лучшим вратарём за всю историю «джерс». В том же году он был введён в Зал славы «Рейнджерс».
В период с 1985 по 1998 год Горам защищал цвета национальной сборной Шотландии. Сыграл за «тартановую армию» 43 матча. Участник двух чемпионатов Европы — 1992 и 1996 года. Энди также был вторым вратарём шотландцев на мировых первенствах 1986 и 1990.
Наравне с футболом Горам также увлекался крикетом. Несколько раз представлял Шотландию в международных встречах, играя в национальной сборной страны по этому виду спорта.

## Ранние годы
Энди родился 13 апреля 1964 года в английском городе Бери. Отец будущего голкипера сборной Шотландии, Льюис Горам, также являлся профессиональным футболистом — выступал за различные британские клубы, такие как «Лит Атлетик», «Хиберниан», «Терд Ланарк» и «Бери». Несмотря на то, что детство Энди прошло в Англии, в интервью он всегда подчёркивает, что считает себя «шотландцем до мозга костей».

## Карьера футболиста

### Клубная карьера
В 16-летнем возрасте Горам подписал свой первый профессиональный контракт с английским клубом «Олдем Атлетик». За «филинов» Энди играл на протяжении семи лет. В 1987 году голкипер перебрался в Шотландию, заключив соглашение с эдинбургским «Хибернианом». Сумма, которую «хибс» заплатили «Олдему» за Горама, составила 325 тысяч фунтов стерлингов. В «Хиберниане» молодой вратарь быстро стал основным голкипером команды. 7 мая 1988 года в матче чемпионата Шотландии против клуба «Гринок Мортон» Энди на последних минутах встречи забил гол после подачи углового, принеся «бело-зелёным» ничью в этом поединке — 1:1.
В 1991 году «Хиберниан» продал Горама за один миллион фунтов в глазговский «Рейнджерс». Период выступлений Энди за «джерс» стал самым успешным временем голкипера за всю его карьеру — вратарь помог своей команде выиграть шесть титулов чемпионов страны, трижды становился обладателем национального Кубка и Кубка лиги.
По итогам сезона 1992/93 Горам за свои блестящие действия в ворота «Рейнджерс» был удостоен обоих призов «Лучшему футболисту года» — по версиям журналистов страны и коллег-футболистов.
В январе 1998 года Энди спровоцировал один из самых громких скандалов за всю историю шотландского футбола. На матч дерби «Old Firm», в котором «Рейнджерс» встречались со своими злейшими врагами из «Селтика», вратарь вышел с траурной повязкой на руке в память о Билли Райте — одном из лидеров Ирландской республиканской армии, который был убит членами Ирландской освободительной армии 27 декабря 1997 года. Этот поступок привёл в ярость фанатов и руководство «Селтика», которые потребовали у Футбольной ассоциации страны наказать Энди за столь провокационное поведение. Горам был допрошен полицией на предмет его связей с запрещённой ИРА, но вратарь всё отрицал, заявляя, что траурная повязка — это дань памяти его тёте, которая ушла из жизни в сентябре 1997 года. Такая отговорка всем показалась неправдоподобный, однако скандал удалось погасить из-за отсутствия прямых доказательств связи Горама и ИРА. В феврале 1999 года в одной из газет вновь появились сообщения, обвиняющие голкипера в его лояльности к Ирландской республиканской армии. Были приведены ряд фотографий и свидетельств очевидцев, где был запечатлён Энди на встречах с лидерами ИРА. На специально созванной пресс-конференции Горам вновь отмёл эти обвинения, назвав их «бредом и фотомонтажом».
В 1998 году голкипер покинул Глазго на правах свободного агента. Начало сезона Горам провёл в английских клубах «Ноттс Каунти» и «Шеффилд Юнайтед», однако ни те, не другие не пожелали заключать с 34-летним ветераном контракта на постоянной основе. В начале ноября Энди вновь оказался без работы. Но в зимнее трансферное окно сезона 1998/98 на Горама вышли представители команды «Мотеруэлл», с которым голкипер и подписал соглашение о сотрудничестве 9 января 1999 года. Дебют Энди в составе «сталеваров» состоялся 24 января, когда в поединке Кубка Шотландии его клуб переиграл «Харт оф Мидлотиан» со счётом 3:1.
В конце сезона 2000/01 к руководству «Мотеруэлла» обратился гранд английского футбола, «Манчестер Юнайтед», с просьбой взять в краткосрочную аренду опытного Горама ввиду травм обоих голкиперов «красных дьяволов» Фабьена Бартеза и Раймонда ван дер Гау — «красно-оранжевые» ответили согласием. За манкунианцев Энди провёл два матча — против «Ковентри Сити» и «Саутгемптона». По окончании аренды в Манчестере Горам стал свободным агентом, так как его контракт с «Мотеруэллом» истёк.
Летом 2001 года голкипер проходил просмотр в клубе «Гамильтон Академикал». «Смотрины» оказались безуспешными — проведя одну игру за «красно-белых», Энди был вынужден дальше искать себе команду. 24 августа того же года Горам подписал годичный контракт с «Ковентри Сити». Но и там дела ветерана не заладились — сыграв за футбольный год всего семь матчей, вратарь в марте 2002 года по обоюдному соглашению с руководством клуба покинул ряды «небесно-голубых». После этого Энди заключил краткосрочный контракт со своей первой командой в профессиональной карьере, «Олдем Атлетик», за который и выступал до конца сезона 2001/02.
26 июля 2001 года Горам присоединился к шотландскому клубу «Куин оф зе Саут». В составе «Королевы Юга» Энди стал обладателем местного Кубка вызова. Это достижение сделало Горама первым футболистом, который выигрывал все четыре профессиональных турнира страны — чемпионат, национальный Кубок, Кубок Лиги и Кубок вызова.
Последней командой Энди стал скромный «Элгин Сити», за который он выступал на протяжении футбольного года 2003/04. По окончании сезона голкипер заявил о завершении своей карьеры футболиста.
15 ноября 2010 года Горам удостоился чести быть введённым в Зал славы шотландского футбола.

#### Клубная статистика
| Клуб                            | Сезон                           | Чемпионат | Чемпионат | Кубок | Кубок | Кубок Лиги | Кубок Лиги | Кубок вызова | Кубок вызова | Плей-офф Лиги | Плей-офф Лиги | Еврокубки | Еврокубки | Итого | Итого  |
| Клуб                            | Сезон                           | Игры      | Голы      | Игры  | Голы  | Игры       | Голы       | Игры         | Голы         | Игры          | Голы          | Игры      | Голы      | Игры  | Голы   |
| ------------------------------- | ------------------------------- | --------- | --------- | ----- | ----- | ---------- | ---------- | ------------ | ------------ | ------------- | ------------- | --------- | --------- | ----- | ------ |
| Олдем Атлетик                   | 1981/82                         | —         | —         | —     | —     | —          | —          | —            | —            | —             | —             | —         | —         | —     | —      |
| Олдем Атлетик                   | 1982/83                         | —         | —         | —     | —     | —          | —          | —            | —            | —             | —             | —         | —         | —     | —      |
| Олдем Атлетик                   | 1983/84                         | —         | —         | —     | —     | —          | —          | —            | —            | —             | —             | —         | —         | —     | —      |
| Олдем Атлетик                   | 1984/85                         | —         | —         | —     | —     | —          | —          | —            | —            | —             | —             | —         | —         | —     | —      |
| Олдем Атлетик                   | 1985/86                         | —         | —         | —     | —     | —          | —          | —            | —            | —             | —             | —         | —         | —     | —      |
| Олдем Атлетик                   | 1986/87                         | —         | —         | —     | —     | —          | —          | —            | —            | —             | —             | —         | —         | —     | —      |
| Олдем Атлетик                   | 1987/88                         | —         | —         | —     | —     | —          | —          | —            | —            | —             | —             | —         | —         | —     | —      |
| Олдем Атлетик                   | 2001/02                         | 4         | −11       | —     | —     | —          | —          | —            | —            | —             | —             | —         | —         | 4     | −11    |
| Всего за «Олдем Атлетик»        | Всего за «Олдем Атлетик»        | 199       | −?        | 7     | −?    | 10         | −?         | 0            | 0            | 3             | −?            | 0         | 0         | 219   | −?     |
| Хиберниан                       | 1987/88                         | —         | —         | —     | —     | —          | —          | —            | —            | —             | —             | —         | —         | —     | —      |
| Хиберниан                       | 1988/89                         | —         | —         | —     | —     | —          | —          | —            | —            | —             | —             | —         | —         | —     | —      |
| Хиберниан                       | 1989/90                         | —         | —         | —     | —     | —          | —          | —            | —            | —             | —             | —         | —         | —     | —      |
| Хиберниан                       | 1990/91                         | —         | —         | —     | —     | —          | —          | —            | —            | —             | —             | —         | —         | —     | —      |
| Всего за «Хиберниан»            | Всего за «Хиберниан»            | 138       | −? (1)    | 13    | −?    | 7          | −?         | 0            | 0            | 0             | 0             | 4         | −?        | 162   | −? (1) |
| Рейнджерс                       | 1991/92                         | —         | —         | —     | —     | —          | —          | —            | —            | —             | —             | —         | —         | —     | —      |
| Рейнджерс                       | 1992/93                         | —         | —         | —     | —     | —          | —          | —            | —            | —             | —             | —         | —         | —     | —      |
| Рейнджерс                       | 1993/94                         | —         | —         | —     | —     | —          | —          | —            | —            | —             | —             | —         | —         | —     | —      |
| Рейнджерс                       | 1994/95                         | —         | —         | —     | —     | —          | —          | —            | —            | —             | —             | —         | —         | —     |        |
| Рейнджерс                       | 1995/96                         | —         | —         | —     | —     | —          | —          | —            | —            | —             | —             | —         | —         | —     | —      |
| Рейнджерс                       | 1996/97                         | 25        | −21       | 3     | −2    | 4          | −4         | —            | —            | —             | —             | 6         | −11       | —     | —      |
| Рейнджерс                       | 1997/98                         | 24        | −27       | 6     | −7    | 2          | −2         | —            | —            | —             | —             | 3         | −6        | 35    | −42    |
| Всего за «Рейнджерс»            | Всего за «Рейнджерс»            | 184       | −?        | 26    | −?    | 19         | −?         | 0            | 0            | 0             | 0             | 31        | −?        | 260   | −?     |
| Ноттс Каунти                    | 1998/99                         | 1         | −1        | —     | —     | —          | —          | —            | —            | —             | —             | —         | —         | 1     | −1     |
| Всего за «Ноттс Каунти»         | Всего за «Ноттс Каунти»         | 1         | −1        | 0     | 0     | 0          | 0          | 0            | 0            | 0             | 0             | 0         | 0         | 1     | −1     |
| Шеффилд Юнайтед                 | 1998/99                         | 7         | −9        | —     | —     | 2          | −3         | —            | —            | —             | —             | —         | —         | 9     | −12    |
| Всего за «Шеффилд Юнайтед»      | Всего за «Шеффилд Юнайтед»      | 7         | −9        | 0     | 0     | 2          | −3         | 0            | 0            | 0             | 0             | 0         | 0         | 9     | −12    |
| Мотеруэлл                       | 1998/99                         | 13        | −18       | 3     | −3    | —          | —          | —            | —            | —             | —             | —         | —         | 16    | −21    |
| Мотеруэлл                       | 1999/00                         | 22        | −44       | 3     | −5    | 2          | −2         | —            | —            | —             | —             | —         | —         | 27    | −51    |
| Мотеруэлл                       | 2000/01                         | 22        | −31       | 2     | −3    | 2          | −2         | —            | —            | —             | —             | —         | —         | 26    | −36    |
| Всего за «Мотеруэлл»            | Всего за «Мотеруэлл»            | 57        | −93       | 8     | −11   | 4          | −4         | 0            | 0            | 0             | 0             | 0         | 0         | 69    | −108   |
| Манчестер Юнайтед               | 2000/01                         | 2         | −4        | —     | —     | —          | —          | —            | —            | —             | —             | —         | —         | 2     | −4     |
| Всего за «Манчестер Юнайтед»    | Всего за «Манчестер Юнайтед»    | 2         | −4        | 0     | 0     | 0          | 0          | 0            | 0            | 0             | 0             | 0         | 0         | 2     | −4     |
| Гамильтон Академикал            | 2001/02                         | 1         | −?        | —     | —     | —          | —          | —            | —            | —             | —             | —         | —         | 1     | −?     |
| Всего за «Гамильтон Академикал» | Всего за «Гамильтон Академикал» | 1         | −?        | 0     | 0     | 0          | 0          | 0            | 0            | 0             | 0             | 0         | 0         | 1     | −?     |
| Ковентри Сити                   | 2001/02                         | 7         | −6        | —     | —     | —          | —          | —            | —            | —             | —             | —         | —         | 7     | −6     |
| Всего за «Ковентри Сити»        | Всего за «Ковентри Сити»        | 7         | −6        | 0     | 0     | 0          | 0          | 0            | 0            | 0             | 0             | 0         | 0         | 7     | −6     |
| Куин оф зе Саут                 | 2002/03                         | 19        | −30       | 1     | 0     | —          | —          | 1            | 0            | —             | —             | —         | —         | 21    | −30    |
| Всего за «Куин оф зе Саут»      | Всего за «Куин оф зе Саут»      | 19        | −30       | 1     | 0     | 0          | 0          | 1            | 0            | 0             | 0             | 0         | 0         | 21    | −30    |
| Элгин Сити                      | 2003/04                         | 3         | −10       | 1     | −2    | —          | —          | —            | —            | —             | —             | —         | —         | 4     | −12    |
| Всего за «Элгин Сити»           | Всего за «Элгин Сити»           | 3         | −10       | 1     | −2    | 0          | 0          | 0            | 0            | 0             | 0             | 0         | 0         | 4     | −12    |
| Всего за карьеру                | Всего за карьеру                | 618       | −? (1)    | 56    | −?    | 42         | −?         | 1            | −?           | 3             | −?            | 35        | −?        | 755   | −? (1) |

### Сборная Шотландии
Дебют Энди в составе национальной сборной Шотландии состоялся 16 октября 1985 года, когда он вышел на замену вместо Джима Лейтона в товарищеском поединке с командой ГДР.
В жёсткой конкуренции с тем же Лейтоном и прошли годы выступлений Горама в «тартановой армии». Энди был дублёром Джима на двух чемпионатах мира — 1986 и 1990. Тем не менее на двух последующих международных форумах, коими были европейские первенства 1992 и 1996, Горам провёл все матчи шотландцев на турнирах, будучи основным голкипером сборной.
В 1998 году наставник «тартановой армии», Крейг Браун, на сборе национальной команды перед чемпионатом мира 1998, проходившем во Франции, официально объявил, что первым номером «горцев» на предстоящем «мундиале» будет 40-летний Лейтон. Мгновенно вспыливший Горам в тот же час покинул расположение шотландской команды, заявив через прессу, что завершает свои выступления в сборной и не поедет во Францию, «даже, если Браун приползёт на коленях и будет умолять об этом». Позднее Энди признал, что его слова были слишком резкими и принёс свои извинения Крейгу, но тем не менее в «тартановую армию» он так и не вернулся.
Всего за 13 лет выступлений за сборную Шотландию Горам сыграл 43 матча, пропустил 35 мячей.

#### Матчи за сборную Шотландии
| Матчи Горама за сборную Шотландии | Матчи Горама за сборную Шотландии | Матчи Горама за сборную Шотландии           | Матчи Горама за сборную Шотландии | Матчи Горама за сборную Шотландии | Матчи Горама за сборную Шотландии | Матчи Горама за сборную Шотландии                                 |
| №                                 | Дата                              | Место                                       | Оппонент                          | Счёт                              | Голы                              | Соревнование                                                      |
| --------------------------------- | --------------------------------- | ------------------------------------------- | --------------------------------- | --------------------------------- | --------------------------------- | ----------------------------------------------------------------- |
| 1                                 | 16 октября 1985                   | «Хэмпден Парк», Глазго, Шотландия           | ГДР                               | 0:0                               | —                                 | Товарищеский матч                                                 |
| 2                                 | 26 марта 1986                     | «Хэмпден Парк», Глазго, Шотландия           | Румыния                           | 3:0                               | —                                 | Товарищеский матч                                                 |
| 3                                 | 29 апреля 1986                    | «Филипс», Эйндховен, Нидерланды             | Нидерланды                        | 0:0                               | —                                 | Товарищеский матч                                                 |
| 4                                 | 26 мая 1987                       | «Хэмпден Парк», Глазго, Шотландия           | Бразилия                          | 0:2                               | −2                                | Rous Cup                                                          |
| 5                                 | 19 октября 1988                   | «Хэмпден Парк», Глазго, Шотландия           | Югославия                         | 1:1                               | −1                                | Отборочный матч чемпионата мира по футболу 1990                   |
| 6                                 | 22 декабря 1988                   | «Ренато Кури», Перуджа, Италия              | Италия                            | 0:2                               | −2                                | Товарищеский матч                                                 |
| 7                                 | 25 апреля 1990                    | «Хэмпден Парк», Глазго, Шотландия           | ГДР                               | 0:1                               | −1                                | Товарищеский матч                                                 |
| 8                                 | 19 мая 1990                       | «Хэмпден Парк», Глазго, Шотландия           | Польша                            | 1:1                               | −1                                | Товарищеский матч                                                 |
| 9                                 | 28 мая 1990                       | Национальный стадион, Та'Кали, Мальта       | Мальта                            | 2:1                               | −1                                | Товарищеский матч                                                 |
| 10                                | 12 сентября 1990                  | «Хэмпден Парк», Глазго, Шотландия           | Румыния                           | 2:1                               | −1                                | Отборочный матч чемпионата Европы по футболу 1992                 |
| 11                                | 17 октября 1990                   | «Хэмпден Парк», Глазго, Шотландия           | Швейцария                         | 2:1                               | −1                                | Отборочный матч чемпионата Европы по футболу 1992                 |
| 12                                | 14 ноября 1990                    | «Васил Левски», София, Болгария             | Болгария                          | 1:1                               | −1                                | Отборочный матч чемпионата Европы по футболу 1992                 |
| 13                                | 6 февраля 1991                    | «Айброкс», Глазго, Шотландия                | СССР                              | 0:1                               | −1                                | Товарищеский матч                                                 |
| 14                                | 27 марта 1991                     | «Хэмпден Парк», Глазго, Шотландия           | Болгария                          | 1:1                               | −1                                | Отборочный матч чемпионата Европы по футболу 1992                 |
| 15                                | 1 мая 1991                        | Олимпийский стадион, Серравалле, Сан-Марино | Сан-Марино                        | 2:0                               | —                                 | Отборочный матч чемпионата Европы по футболу 1992                 |
| 16                                | 11 сентября 1991                  | «Ванкдорф», Берн, Швейцария                 | Швейцария                         | 2:2                               | −2                                | Отборочный матч чемпионата Европы по футболу 1992                 |
| 17                                | 16 октября 1991                   | «Стяуа», Бухарест, Румыния                  | Румыния                           | 0:1                               | −1                                | Отборочный матч чемпионата Европы по футболу 1992                 |
| 18                                | 13 ноября 1991                    | «Хэмпден Парк», Глазго, Шотландия           | Сан-Марино                        | 4:0                               | —                                 | Отборочный матч чемпионата Европы по футболу 1992                 |
| 19                                | 25 марта 1992                     | «Хэмпден Парк», Глазго, Шотландия           | Финляндия                         | 1:1                               | −1                                | Товарищеский матч                                                 |
| 20                                | 3 июня 1992                       | «Уллевол», Осло, Норвегия                   | Норвегия                          | 0:0                               | —                                 | Товарищеский матч                                                 |
| 21                                | 12 июня 1992                      | «Уллеви», Гётеборг, Швеция                  | Нидерланды                        | 0:1                               | −1                                | Чемпионат Европы по футболу 1992 (финальные игры, групповой этап) |
| 22                                | 15 июня 1992                      | «Идроттспаркен», Норрчёпинг, Швеция         | Германия                          | 0:2                               | −2                                | Чемпионат Европы по футболу 1992 (финальные игры, групповой этап) |
| 23                                | 18 июня 1992                      | «Идроттспаркен», Норрчёпинг, Швеция         | СНГ                               | 3:0                               | —                                 | Чемпионат Европы по футболу 1992 (финальные игры, групповой этап) |
| 24                                | 9 сентября 1992                   | «Ванкдорф», Берн, Швейцария                 | Швейцария                         | 1:3                               | −3                                | Отборочный матч чемпионата мира по футболу 1994                   |
| 25                                | 14 октября 1992                   | «Айброкс», Глазго, Шотландия                | Португалия                        | 0:0                               | —                                 | Отборочный матч чемпионата мира по футболу 1994                   |
| 26                                | 18 ноября 1992                    | «Айброкс», Глазго, Шотландия                | Италия                            | 0:0                               | —                                 | Отборочный матч чемпионата мира по футболу 1994                   |
| 27                                | 17 февраля 1993                   | «Айброкс», Глазго, Шотландия                | Мальта                            | 3:0                               | —                                 | Отборочный матч чемпионата мира по футболу 1994                   |
| 28                                | 28 апреля 1993                    | «Да Луж», Лиссабон, Португалия              | Португалия                        | 0:5                               | −5                                | Отборочный матч чемпионата мира по футболу 1994                   |
| 29                                | 23 марта 1994                     | «Хэмпден Парк», Глазго, Шотландия           | Нидерланды                        | 0:1                               | −1                                | Товарищеский матч                                                 |
| 30                                | 7 сентября 1994                   | Олимпийский стадион, Хельсинки, Финляндия   | Финляндия                         | 2:0                               | —                                 | Отборочный матч чемпионата Европы по футболу 1996                 |
| 31                                | 12 октября 1994                   | «Хэмпден Парк», Глазго, Шотландия           | Фарерские острова                 | 5:1                               | −1                                | Отборочный матч чемпионата Европы по футболу 1996                 |
| 32                                | 16 ноября 1994                    | «Хэмпден Парк», Глазго, Шотландия           | Россия                            | 1:1                               | −1                                | Отборочный матч чемпионата Европы по футболу 1996                 |
| 33                                | 18 декабря 1994                   | Олимпийский стадион, Афины, Греция          | Греция                            | 0:1                               | −1                                | Отборочный матч чемпионата Европы по футболу 1996                 |
| 34                                | 11 октября 1995                   | «Росунда», Стокгольм, Швеция                | Швеция                            | 0:2                               | —                                 | Товарищеский матч                                                 |
| 35                                | 24 апреля 1996                    | «Паркен», Копенгаген, Дания                 | Дания                             | 0:2                               | —                                 | Товарищеский матч                                                 |
| 36                                | 29 мая 1996                       | «Майами Оранж Боул», Майами, США            | Колумбии                          | 0:1                               | −1                                | Товарищеский матч                                                 |
| 37                                | 10 июня 1996                      | «Вилла Парк», Бирмингем, Англия             | Нидерланды                        | 0:0                               | —                                 | Чемпионат Европы по футболу 1996 (финальные игры, групповой этап) |
| 38                                | 15 июня 1996                      | «Уэмбли», Лондон, Англия                    | Англия                            | 0:2                               | −2                                | Чемпионат Европы по футболу 1996 (финальные игры, групповой этап) |
| 39                                | 18 июня 1996                      | «Вилла Парк», Бирмингем, Англия             | Швейцария                         | 1:0                               | —                                 | Чемпионат Европы по футболу 1996 (финальные игры, групповой этап) |
| 40                                | 31 августа 1996                   | «Эрнст Хаппель», Вена, Австрия              | Австрия                           | 0:0                               | —                                 | Отборочный матч чемпионата мира по футболу 1998                   |
| 41                                | 5 октября 1996                    | «Даугава», Рига, Латвия                     | Латвия                            | 2:0                               | —                                 | Отборочный матч чемпионата мира по футболу 1998                   |
| 42                                | 11 февраля 1997                   | «Луи II», Фонвьей, Монако                   | Эстония                           | 0:0                               | —                                 | Отборочный матч чемпионата мира по футболу 1998                   |
| 43                                | 25 марта 1998                     | «Айброкс», Глазго, Шотландия                | Дания                             | 0:1                               | —                                 | Товарищеский матч                                                 |

Итого: 43 матча / 35 пропущенных голов; 12 побед, 15 ничьих, 16 поражений.

#### Сводная статистика игр/голов за сборную
| Сборная          | Год              | Отборочные матчи ЧМ | Отборочные матчи ЧМ | Финальные матчи ЧМ | Финальные матчи ЧМ | Отборочные матчи ЧЕ | Отборочные матчи ЧЕ | Финальные матчи ЧЕ | Финальные матчи ЧЕ | Товарищеские матчи | Товарищеские матчи | Rous Cup | Rous Cup | Итого | Итого |
| Сборная          | Год              | Игры                | Голы                | Игры               | Голы               | Игры                | Голы                | Игры               | Голы               | Игры               | Голы               | Игры     | Голы     | Игры  | Голы  |
| ---------------- | ---------------- | ------------------- | ------------------- | ------------------ | ------------------ | ------------------- | ------------------- | ------------------ | ------------------ | ------------------ | ------------------ | -------- | -------- | ----- | ----- |
| Шотландия        | 1985             | —                   | —                   | —                  | —                  | —                   | —                   | —                  | —                  | 1                  | 0                  | —        | —        | 1     | 0     |
| Шотландия        | 1986             | —                   | —                   | —                  | —                  | —                   | —                   | —                  | —                  | 2                  | 0                  | —        | —        | 2     | 0     |
| Шотландия        | 1987             | —                   | —                   | —                  | —                  | —                   | —                   | —                  | —                  | —                  | —                  | 1        | −2       | 1     | −2    |
| Шотландия        | 1988             | 1                   | −1                  | —                  | —                  | —                   | —                   | —                  | —                  | 1                  | −2                 | —        | —        | 2     | −3    |
| Шотландия        | 1990             | —                   | —                   | —                  | —                  | 3                   | −3                  | —                  | —                  | 3                  | −3                 | —        | —        | 6     | −6    |
| Шотландия        | 1991             | —                   | —                   | —                  | —                  | 5                   | −4                  | —                  | —                  | 1                  | −1                 | —        | —        | 6     | −5    |
| Шотландия        | 1992             | 3                   | −3                  | —                  | —                  | —                   | —                   | 3                  | −3                 | 2                  | −1                 | —        | —        | 8     | −7    |
| Шотландия        | 1993             | 2                   | −5                  | —                  | —                  | —                   | —                   | —                  | —                  | —                  | —                  | —        | —        | 2     | −5    |
| Шотландия        | 1994             | —                   | —                   | —                  | —                  | 4                   | −3                  | —                  | —                  | 1                  | −1                 | —        | —        | 5     | −4    |
| Шотландия        | 1995             | —                   | —                   | —                  | —                  | —                   | —                   | —                  | —                  | 1                  | 0                  | —        | —        | 1     | 0     |
| Шотландия        | 1996             | 2                   | 0                   | —                  | —                  | —                   | —                   | 3                  | −2                 | 2                  | −1                 | —        | —        | 7     | −3    |
| Шотландия        | 1997             | 1                   | 0                   | —                  | —                  | —                   | —                   | —                  | —                  | —                  | —                  | —        | —        | 1     | 0     |
| Шотландия        | 1998             | —                   | —                   | —                  | —                  | —                   | —                   | —                  | —                  | 1                  | 0                  | —        | —        | 1     | 0     |
| Всего за карьеру | Всего за карьеру | 9                   | −9                  | 0                  | 0                  | 12                  | −10                 | 6                  | −5                 | 15                 | −9                 | 1        | −2       | 43    | −35   |

## Тренерская карьера
В марте 2006 года Горам стал тренером вратарей в клубе «Эйрдри Юнайтед». В команде из Северного Ланаркшира Энди проработал два года, после чего перебрался на аналогичную работу в «Клайд». В сентябре 2008 года бывший вратарь сборной Шотландии был вынужден покинуть камбернолдский коллектив по личным причинам.

## Достижения

### Командные достижения
«Рейнджерс»
- Чемпион Шотландии (6): 1991/92, 1992/93, 1993/94, 1994/95, 1995/96, 1996/97
- Обладатель Кубка Шотландии (3): 1991/92, 1992/93, 1995/96
- Обладатель Кубка шотландской лиги (3): 1992/93, 1993/94, 1996/97
- Финалист Кубка Шотландии (2): 1993/94, 1997/98

«Манчестер Юнайтед»
- Чемпион английской Премьер-лиги: 2000/01

«Куин оф зе Саут»
- Обладатель Кубка вызова: 2002/03

### Личные достижения
- Игрок года по версии футболистов Профессиональной футбольной ассоциации Шотландии: 1993
- Игрок года по версии Шотландской ассоциации футбольных журналистов: 1993
- Зал славы шотландского футбола: включён в 2010

## Крикет
Горам также являлся ярым поклонником игры в крикет и даже четыре раза представлял национальную сборную Шотландии в международных официальных встречах. После окончания своей карьеры футболиста Энди некоторое время выступал за крикетный клуб «Freuchie Cricket Club».

## Личная жизнь
В 2006 году Гораму, всегда отличавшемуся необузданным, а подчас и откровенно неадекватным поведением, врачами-психиатрами был поставлен диагноз шизофрения. Болельщики «Селтика», всегда испытывавшие особую неприязнь к бывшему голкиперу «Рейнджерс», быстро среагировали на эту новость, сочинив язвительную песню «Two Andy Gorams, there’s only two Andy Gorams» на мотив известной общефанатской «кричалки» «One club, there’s only one club». Песня мигом завоевала популярность в болельщицкой среде. Впоследствии её название послужило в роли заголовка книги, посвящённой наиболее забавным футбольным «зарядам» и «кричалкам».
Горам являлся завсегдатаем встреч фанатов «Рейнджерс». На одном из подобных мероприятий Энди сорвал аплодисменты поклонников глазговцев, публично заявив о своих расистских и протестантских взяглядах.
Горам был трижды женат. Все три брака были расторгнуты вскоре после свадеб. Как признавался сам Энди, причины этого лежали в его неуёмном взрывном характере и страсти к алкоголю, к которому он стал привязан, будучи ещё профессиональным футболистом. От этих браков у Горама есть два сына — Дэнни и Льюис.
В конца мая 2022 года стало известно, что 58-летний Горам болен неоперабельным раком пищевода четвёртой степени. Обследование выявило у Горама рак в терминальной стадии, болезнь затронула печень, легкое, позвоночник и ребра. Горам решил отказаться от курсов химиотерапии, которые могли бы продлить его жизнь на три месяца. Врачи отводили Гораму около 6 месяцев жизни.